# Di Maio (famiglia)
I Di Maio (indicati anche come Di Majo e di Majo) sono una famiglia di attori e autori teatrali italiani originari di Napoli.
Crescenzo Di Maio debutta nel 1875. In seguito, con la seconda generazione, rappresentata da Gaspare e Oscar, negli anni venti la famiglia si dedicherà alla sceneggiata con la compagnia Cafiero-Fumo. Dagli anni settanta agli anni novanta la terza generazione, con le attrici Olimpia e Maria, e Gaetano Di Maio, autore di commedie messe in scena al Teatro Sannazaro gestito da Luisa Conte.
Dagli anni '90 i cugini Oscarino Di Maio e Oscar Di Maio sono la quarta generazione. Oscar, attraverso il personaggio  'O cafone e il programma televisivo Telecafone in onda sulla rete regionale napoletana Telecapri, si occuperà di Varietà. Nel 2000 si avrà, accompagnata dalla prozia Olimpia, il debutto della quinta generazione rappresenta da Marzia Di Maio, figlia di Oscar, nella commedia Madama quatto solde del prozio Gaetano.